# Кришевский, Николай Николаевич
Никола́й Никола́евич Крище́вский (Крише́вский) (10 (22) февраля 1878 — 29 декабря 1948, Париж) — русский офицер-пограничник, полковник (1919). Участник Русско-японской, Первой мировой войн и Гражданской войны в России, белоэмигрант во Франции. Мемуарист.

## Биография
По происхождению — из мещан, православного вероисповедания.
Общее образование получил в Санкт-Петербурге, в Николаевском кадетском корпусе.

### Служба царю и Отечеству
В марте 1895 года, 17-ти летним юношей, вступил в военную службу и был зачислен юнкером рядового звания в Тифлисское пехотное юнкерское училище, по окончании которого (по 2-му разряду) в звании подпрапорщика назначен на службу в 49-й пехотный Брестский полк, расквартированный в Севастополе. В марте 1899 года был произведен в подпоручики.
1 мая 1903 года был переведен в Отдельный корпус пограничной стражи (ОКПС), с переименованием в корнеты. Служил младшим офицером в 3-й бригаде Заамурского округа ОКПС, охранял в Маньчжурии Китайско-Восточную железную дорогу от бандитских нападений хунхузов. В декабре 1903 года, за выслугу лет, произведен в поручики.
Участник Русско-японской войны. В годы войны, за отличия в делах против японцев и хунхузов, а также за отлично-усердную службу и труды, понесенные во время военных действий, был удостоен трёх орденов.
После войны, в 1906 году, был переведен в 7-ю Вержболовскую бригаду ОКПС (Царство Польское), а в следующем году — в Крым, в 24-ю Крымскую бригаду ОКПС.  За выслугу лет в декабре 1907 года отрядной офицер 24-й Крымской бригады ОКПС Крищевский был произведен в штабс-ротмистры, затем, в декабре 1911 года, — в ротмистры. Был женат, имел сына Юрия 1909 года рождения.
Участник Первой мировой войны. С июля 1914 по ноябрь 1916 года служил в Керчи, в той же 24-й Крымской бригаде ОКПС. Был начальником участка, — охранял побережье Чёрного моря от Судака до Керчи, имея в подчинении две роты ополчения, четыре орудия, два пограничных отряда и конную команду.
В ноябре 1916 года ротмистр ОКПС Крищевский был прикомандирован к штабу формируемой в Крыму Отдельной Черноморской морской дивизии, предназначавшейся для морских десантных операций в районе проливов Босфор и Дарданеллы. Временно, до января 1917 года, исполнял должность начальника штаба дивизии (в Севастополе), затем был назначен врид командующего 7-м Морским полком той же дивизии (в Евпатории). В феврале–марте 1917 года он — командующий батальоном того же полка, затем командующий батальоном 6-го Морского полка той же дивизии (в Балаклаве).
Летом 1917 года Крищевский был возвращён обратно в Керчь, в состав своей 24-й Крымской бригады ОКПС. В сентябре 1917 года, за отлично-усердную службу и труды, понесенные во время военных действий, произведен из ротмистров в подполковники.

### В «белом» движении
После Октябрьской революции 1917 года в Петрограде и при установившейся в феврале-марте 1918 года в Крыму советской власти, упразднившей дореволюционный ОКПС, находился в Керчи. В апреле 1918 года принял участие в выступлениях против большевиков. Был монархистом, сторонником восстановления Российской империи. До июля 1918 года, в период правления прогерманского Крымского краевого правительства, служил в городской охране побережья Керчи, публиковал статьи в керченской газете.
Летом 1918 года перебрался на Украину (в Одессу), где к тому времени установился прогерманский монархический режим гетмана Скоропадского, и вступил в службу в вооружённые силы Украинской державы в надежде на восстановление в будущем монархии в России. Однако в декабре 1918 года гетманский режим пал, к власти пришла Директория УНР, и Крищевский эмигрировал в Германию, вслед за уходящими оккупационными германскими войсками.
В 1919 году вступил в Западную добровольческую армию (антибольшевистское, прогермански настроенное белогвардейское соединение, действовавшее в Прибалтике). Служил в штабе Пластунской дивизии; был произведен в полковники.

### В эмиграции
В декабре 1919 года, после разгрома Западной добровольческой армии, возвратился в Германию; до 1923 года находился в лагерях для беженцев, затем эмигрировал во Францию.
В эмиграции Крищевский занимался общественной деятельностью. Сотрудничал в оргкомитете по подготовке Российского зарубежного съезда. Был делегатом съезда от русской общины Франции. 9 апреля 1926 года слушался и обсуждался доклад В. И. Гурко о земле. Часть консервативных делегатов выступали за то, чтобы после предполагаемой победы над большевиками вернуть землю её прежним собственникам. В своей речи Крищевский резко выступал против этих реставраторских планов. Также он был председателем Русского рабочего союза. В 1925—1928 годах был членом редколлегии еженедельной эмигрантской газеты «Родная земля».
В годы Второй мировой войны Крищевский, вероятно, находился во Франции. Нет сведений о его позиции по отношению к немецкой оккупации страны.
Умер в Париже 29 декабря 1948 года, похоронен на русском кладбище в Сент-Женевьев-де-Буа.

## Мемуары
Н. Н. Крищевский — автор воспоминаний о походе летучего отряда Заамурского округа ОКПС для разведки Кореи в апреле–июне 1904 года, а также — о событиях в Крыму в период с осени 1916 года по лето 1918 года. Воспоминания были написаны в эмиграции и опубликованы в 1924 году в 13-м томе «Архива Русской Революции».
В 1992 году воспоминания о Крыме были переизданы репринтным способом в России и стали доступны широкому кругу историков. Воспоминания написаны хорошим литературным языком. Ротмистр Крищевский имел журналистский опыт: ещё с 1900 года он сотрудничал с газетами, во время Революции 1917 года печатался в керченской газете.
По мнению уральского историка А. П. Павленко, несмотря на объяснимую субъективность, в них нет односторонней антисоветской тенденциозности, которая встречается в мемуарах белоэмигрантов, написанных в 1920–1930-е годы. Имеется ряд фактографических ошибок и умолчаний, но, в целом, достоверность информации достаточно высока и она перепроверяема по другим источникам.

## Награды
- Орден Святого Станислава 3-й степени с мечами и бантом (утв. ВП по ОКПС от 05.11.1904)
- Орден Святой Анны 3-й степени (1905; утв. ВП по ОКПС от 02.06.1906)
- Медаль «В память русско-японской войны» (1906)
- Орден Святой Анны 4-й степени с надписью «За храбрость» (1907)[14]
- Орден Святого Станислава 2-й степени (1912)[14]
- Медаль «В память 300-летия царствования Дома Романовых» (1913)
- Орден Святого Владимира 4-й степени с мечами и бантом (ВП по ВВ от 08.07.1915)
  - мечи к имеющемуся ордену Святого Станислава 2-й степени (ВП по ВВ от 11.08.1915)
- Орден Святой Анны 2-й степени с мечами (утв. ВП по ВВ от 11.04.1916, страница 31)
  - мечи и бант к имеющемуся ордену Святой Анны 3-й степени (утв. ВП по ВВ от 11.04.1916, страница 36)
- [15]